# Bam-Bam Mármol
Bam-Bam Mármol (en inglés: Bamm-Bamm Rubble) es un personaje de la serie animada Los Picapiedra. Es el hijo adoptivo de Pablo Mármol y Betty Mármol, y el mejor amigo de Pebbles Picapiedra.

## Adopción
En la cuarta temporada, Betty y Pablo encuentran a la puerta de su casa un niño abandonado a quien nombran "Bam-Bam". Después de una batalla legal en la cual derrotan al abogado "Perry Piedrota", a los Mármol se les permite quedarse con el niño. Betty no puede tener hijos, algo nunca antes abordado en una serie de caricaturas. De niño conoce a Pebbles Picapiedra y la enseña a caminar, pero Pebbles no se anima y gatea. Al iniciar la sexta y última temporada de la serie "Los Picapiedra", Bam-Bam y Pebbles graban una canción infantil titulado "Open up your heart and Let the Sunshine in" y además graban dos discos, uno de ellos con canciones Navideñas en el año 1965 con la disquera Hanna-Barbera, productora de la serie. 
Aunque, si nos basamos en la película "Los Picapiedra" (1994) en el momento donde Betty y Pablo están con la trabajadora social y ella les explica que Bam Bam no habla y es algo arisco entre los humanos ya que había sido criado por mastodontes. 
Como adolescente, Bam-Bam es el protagonista de la serie de dibujos animados junto con Pebbles, "El Show de Pebbles y Bam-Bam" en la década de los años 1970. 
Como adulto, Bam-Bam se casa con Pebbles durante la película "Los Picapiedra, la Boda de Pebbles" y luego es padre de mellizos, hijo Chip (Charleston Frederick) e hija Roxy (Roxanne Elizabeth) Mármol, durante la película "Hollyrock-a-bye Baby" en el año 1993.
- Datos: Q1785956